# Lac la Nonne
Le lac la Nonne est un lac situé dans la région de l'Alberta central, au Canada. 

## Géographie
Le lac la Nonne est situé à une soixantaine de kilomètres de la localité de Rivière Qui Barre et à une centaine de kilomètres au Nord-Est d'Edmonton. Il reçoit les eaux du lac Majeau situé sur son flanc occidental. Le lac s'écoule ensuite dans la Rivière Pembina qui alimente le bassin versant de la rivière Athabasca. 

## Histoire
Le lac était dénommé par les Amérindiens Cree "mi-ka-sioo" qui signifie "aigle".
Au début du XIXe siècle, la compagnie de la baie d'Hudson, employant de nombreux prospecteurs et trappeurs canadiens-français, établit un poste de traite le long du lac. Par la suite, le lac la Nonne est arpenté par des missionnaires canadiens-français qui sont passés dans cette région pour évangéliser les Amérindiens. Jean-Baptiste Thibault (1810-1879) prêtre canadien et vicaire général, fut l'un des premiers missionnaires du Manitoba, ordonné à la Rivière Rouge en 1833 qui parcourut les Grandes Plaines jusqu'aux Montagnes Rocheuses, établissant en particulier la première mission catholique en Alberta, au lac Sainte-Anne en compagnie d'une trentaine de famille de métis franco-ontariens. En 1852, il fut rappelé à Saint-Boniface, desservant toute la région de la rivière Rouge jusqu'en 1868.

## Sources
- Histoire du lac la Nonne
- Groupe de volontaires pour la protection et la qualité de l'eau du lac la Nonne